# Cá mập miệng bản lề đuôi ngắn
Cá mập miệng bản lề đuôi ngắn, tên khoa học Pseudoginglymostoma brevicaudatum, là một loài cá mập trong họ Ginglymostomatidae, nó là thành viên duy nhất của chi Pseudoginglymostoma. Nó được tìm thấy ở các vùng nhiệt đới phía tây Ấn Độ Dương giữa vĩ độ 0 ° và 27 ° S, và đạt đến chiều dài 75 cm.